# Katherine Briçonnet
Pour les articles homonymes, voir Briçonnet.
Pour les autres membres de la famille, voir famille Briçonnet.
Katherine Briçonnet (orthographié aussi Catherine), morte le 3 novembre 1526, est une femme de la noblesse du XVIe siècle, tourangelle appartenant à une famille de grands financiers, épouse de Thomas Bohier. Elle est célèbre pour avoir été l'architecte du château de Chenonceau.

## Biographie et œuvre

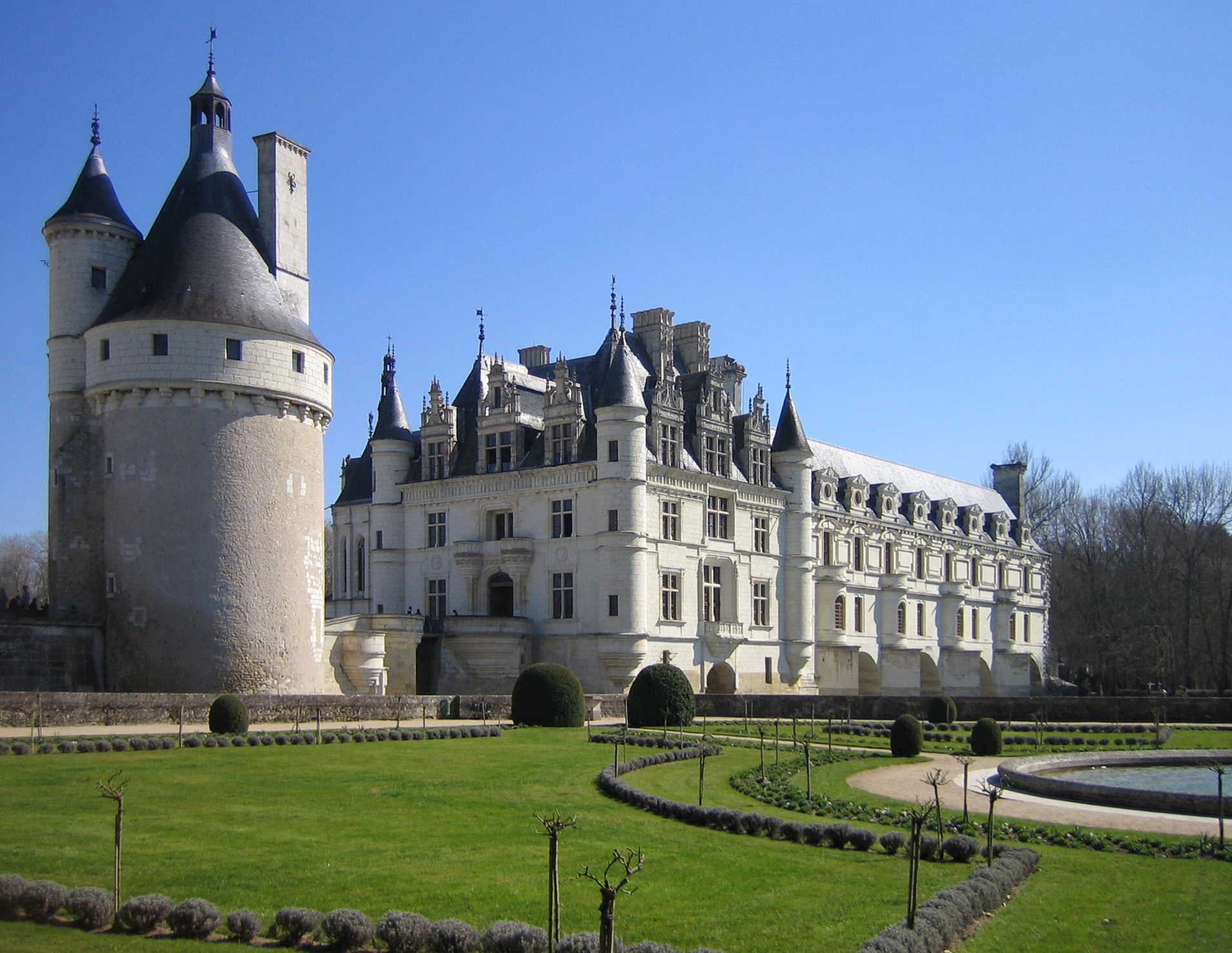
Vue du château de Chenonceau.

Katherine Briçonnet est la fille de Raoulette de Beaune et de Guillaume Briçonnet (1445-1514), la sœur de Guillaume et de Denis Briçonnet et la nièce de Robert Briçonnet et de Jacques de Beaune.
Thomas Bohier est général des finances de Charles VIII, Louis XII, et François Ier. Sa fortune lui permet de financer la construction du château de Chenonceau. 
Katherine Briçonnet joue un rôle primordial et a une influence déterminante sur le style et la conception du château. C'est elle qui supervise la construction, de 1513 à 1521, et prend les décisions architecturales pendant que son mari combat lors des guerres d'Italie. Dans le château, on retrouve leurs initiales : « TBK » (Thomas Bohier et Katherine), avec cette phrase : « S'il vient à point, me souviendra ».